# Hygrocybe coccinea
Hygrocybe coccinea es un hongo basidiomiceto poco frecuente, de la familia Hygrophoraceae. Habita en praderas montañosas y húmedas, y su seta es comestible, pero las guías micológicas no suelen recomendar su recolección debido a su escasez. El epíteto específico coccinea significa "de color escarlata".

## Descripción
La seta de este hongo presenta un sombrero mucho más pequeño que su pariente H. punicea, midiendo entre 2 y 6 centímetros de diámetro. Es campanulado o semiesférico al principio, y conforme madura pasa a ser campanulado. La cutícula es lisa y húmeda, con aspecto ceroso, de color desde escarlata hasta rojo sangre. Cuando la seta envejece, se vuelve pálida, pero conserva el color rojo en el borde estriado. Las láminas, están muy espaciadas, presentan laminillas parciales y a veces aparecen dentadas. Son de color anaranjado o rojo sangre, normalmente con los filos amarillentos. El pie a menudo está algo aplastado, es hueco y tiene una textura suave. Presenta una coloración similar a la del sombrero, tomando un color anaranjado con el tiempo, y la parte más cercana al sustrato es visiblemente más clara, de color amarillento, siendo una seña que ayuda a identificar la especie. Su carne es del mismo color que el pie y el sombrero, y de textura acuosa y frágil, sin olor y de sabor sutil. La esporada es blanca.